# Луїджі Бінеллі Мантеллі
Луїджі Бінеллі Мантеллі (італ. Luigi Binelli Mantelli, нар. 4 грудня 1950, Брено) - італійський адмірал, начальник генерального штабу ВМС Італії протягом 2012-2013 років, начальник генерального штабу Збройних сил Італії протягом 2013-2015 років. 

## Біографія
Луїджі Бінеллі Мантеллі народився 4 грудня 1950 року у місті Брено. Закінчив військово-морську школу «Франческо Морозіні» у Венеції, і у 1969 році вступив до Військово-морської академії у Ліворно. Закінчив її у 1973 році у звання гардемарина. 
Протягом 1973-1974 років ніс службу на борту есмінця «Аудаче», а з 1974 по 1976 рік - на борту есмінця «Ардіто». З 1978 по 1980 рік служив на фрегаті «Карабіньєре», протягом 1980-1981 років командував тральщиком «Платано», протягом 1981-1982 років - корветом «Альбатрос». З 1984 по 1986 рік був начальником операційної служби крейсера-вертольотоносця «Вітторіо Венето».
Протягом 1989-1990 років командував фрегатом «Грекале».
Протягом 1994-1996 років командував авіаносцем «Джузеппе Гарібальді», на борту якого у 1995 році брав участь у миротворчій місії в Сомалі.
1 липня 1998 року отримав звання контрадмірала. З жовтня 1999 року по жовтень 2001 року був першим командувачем новоствореної Військово-морської групи італійського флоту (італ. Gruppo navale italiano, CINCNAV), і з жовтня 2000 року - командувач італо-іспанських десантних сил (італ. Forza anfibia italo-spagnola, COMSIAF).
У 2002 році отримав звання дивізійного адмірала. З 10 березня 2004 року по 18 квітня 2007 року - начальник загального відділу генерального штабу ВМС Італії.
1 липня 2007 року отримав звання ескадреного адмірала. З 30 квітня 2007 року по 20 квітня 2009 року - заступник начальника генерального штабу ВМС Італії, після чого був командувачем оперативних сил флоту і командувачем Європейських військово-морських сил (EUROMARFOR).
21 січня 2012 року призначений начальником генерального штабу ВМС Італії. У грудні того ж року отримав звання адмірала і з 31 січня 2013 року призначений начальником генерального штабу Збройних сил Італії. Перебував на цій посаді до 28 лютого 2015 року. 

## Нагороди
- Кавалер Великого хреста Ордена «За заслуги перед Італійською Республікою»
- Великий офіцер Військового ордена Італії
- Бронзова медаль «За доблесну службу в армії»
- Маврикіанська медаль заслуг за 10 п'ятиліть бездоганної військової кар'єри
- Почесна медаль за довголітнє судноводіння (15 років)
- Золота медаль за довголітнє командування
- Золотий хрест за вислугу років
- Пам'ятна медаль за миротворчі операції в Сомалі